# Thouars-sur-Arize
Thouars-sur-Arize é uma comuna francesa na região administrativa de Occitânia, no departamento de Ariège. Estende-se por uma área de 2,34 km². Em 2010 a comuna tinha 51 habitantes (densidade: 21,8 hab./km²).